# Encefalomyelitida
Encefalomyelitida je souhrnné označení pro zánět mozku a míchy. Onemocněním může být:
- akutní diseminovaná encefalomyelitida (ADEM) neboli postinfekční encefalomyelitida – demyelinizační onemocnění mozku a míchy, které se zpravidla objevuje po virové nebo bakteriální infekci, vzácně po očkování.[1][2][3]
- myalgická encefalomyelitida (ME), syndrom zahrnující zánět centrální nervové soustavy a projevy únavy a bolesti; název nemoci také chronický únavový syndrom (CFS); často uváděno společně pod zkratkami obou názvů: ME/CFS. (Údajně se vede spor o rozlišení.[4])
- experimentální autoimunitní encefalomyelitida (EAE), někdy též experimentální alergická encefalomyelitida poskytuje relevantní model patogeneze lidské demyelinizační chorobě – roztroušené skleróze. Je považována za její myší model.[5]
- encefalomyelitida koní, potenciálně smrtelné onemocnění přenášené komáry, které napadá koně a lidi.
- Venezuelská encefalomyelitida koní (VEE), angl. Venezuelan Equine Encephalitis je zoonóza, která se vyskytuje v enzootické a epizootické formě, a to především ve Střední a Jižní Americe; nevyskytuje se v ČR ani v EU.[6]

#### akutní diseminovaná encefalomyelitida
- DOSTÁLOVÁ, Vlasta; DOSTÁL, Pavel a ČERNÝ, Vladimír. Akutní diseminovaná encefalomyelitida. Anesteziologie a intenzivní medicína. 2008, roč. 19, č. 4, s. 203–209. ISSN 1214-2158. Dostupné také z: https://www.prolekare.cz/casopisy/anesteziologie-intenzivni-medicina/2008-4/sance-na-postup-do-elitniho-klubu-nastal-cas-na-zmenu-a-co-pro-to-musime-udelat-686
- HÁJKOVÁ, Kateřina a HYTYCHOVÁ, Taťána. Nákazy u koní: multimediální učební pomůcka [online]. Brno: Veterinární univerzita Brno, 2022. 1 online zdroj, 62 s. ISBN 978-80-7305-888-3. [Multimediální učební pomůcka vznikla v rámci projektu IVA2022FVHE/2410/37.] Dostupné z: https://www.vfu.cz/files/upload/904/FVHE%20Hajkova_Vystup%202022.pdf
- CHVOJKA, Martin; GUT, Josef a JIRÁNEK, Miroslav. Akutní diseminovaná encefalomyelitida – ADEM. Pediatrie pro praxi. 2020, roč. 21, č. 5, s. 369–373. ISSN 1213-0494. DOI: https://doi.org/10.36290/ped.2020.076.
- KOPAL, Aleš; MRKLOVSKÝ, Milan a EHLER, Edvard. Akutní diseminovaná encefalomyelitida a její možná záměna s AIDP. Neurologie pro praxi. 2007, roč. 8, č. 6, s. 364–366. ISSN 1213-1814. Dostupné také z: https://www.neurologiepropraxi.cz/pdfs/neu/2007/06/10.pdf
- LIBÁ, Zuzana. Autoimunitní onemocnění centrálního nervového systému u dětí: současný pohled a terminologie. Neurologie pro praxi. 2018, roč. 19, č. 2, s. 96–99. ISSN 1213-1814. DOI: https://doi.org/10.36290/neu.2018.084
- ROHANOVÁ, M.; SMOLKA, Vratislav; KLÁSKOVÁ, Eva; WIEDERMANN, Jaroslav; SAITZ, Jan; NEKLANOVÁ, Marta a MICHÁLKOVÁ, Kamila. Akutní diseminovaná encefalomyelitida. Československá pediatrie. 2012, roč. 67, č. 6, s. 385–389. ISSN 0069-2328. Dostupné také z: https://www.prolekare.cz/casopisy/cesko-slovenska-pediatrie/2012-6/akutni-diseminovana-encefalomyelitida-40111
- TOMEK, Aleš. Akutní encefalopatie – PRES, PML, ADEM. In: TOMEK, Aleš et al. Neurointenzivní péče. 2. přeprac. a dopl. vyd. Praha: Mladá fronta. 2014, s. 434–438. ISBN 978-80-204-3359-6.

#### experimentální autoimunitní encefalomyelitida
- NOVOSÁDOVÁ, Iva. Imunologický profil experimentální autoimunitní encefalomyelitidy. Praha, 2012. 71 s. Diplomová práce. Ved. práce MUDr. Anna Fišerová, CSc. Univerzita Karlova, Přírodovědecká fakulta, Katedra buněčné biologie. Přístup také z: https://dspace.cuni.cz/handle/20.500.11956/42380